# Nico Vijlbrief
Nicolaas (Nico) Vijlbrief (Leiden, 24 februari 1890 – Velp, 4 maart 1972) was een Nederlandse politicus.
Vijlbrief was een socialistisch Eerste Kamerlid, die als onderwijzer en journalist in Nederland en Nederlands-Indië werkte. In 1930 werd hij voorzitter van de socialistische ambtenarenbond. Van 5 mei 1942 tot 19 april 1943 was hij door de Duitse bezetter geïnterneerd in het kamp Sint-Michielsgestel. Tot zijn pensionering maakte hij zich verdienstelijk en gewaardeerd als wethouder van Voorburg en burgemeester van Westzaan. Hij sprak als senator van de SDAP vooral over koloniale zaken, onderwijs, ambtenarenzaken en justitie.
- Biografisch Portaal: 82109325
- International Standard Name Identifier: 0000 0003 9033 3003
- Nederlandse Thesaurus van Auteursnamen: 072217367
- Parlement.com: vg09llcj0axg
- Virtual International Authority File: 283878801
- WorldCat: E39PBJwd9gPBQPdmVBkXGRBF8C